# Fútbol Deluxe
Futbol Deluxe es un videojuego argentino de simulación de gestión futbolística. Fue desarrollado por Evoluxion y editado por Edusoft en Argentina y por Strategy First globalmente. El juego no contó con la licencia de la AFA, dado que no pudieron costearla. Es uno de los primeros juegos en el que se permite insultar al árbitro, comprar partidos y "dopar" jugadores. El 31 de enero de 2005 se firma un acuerdo de distribución a nivel mundial con Strategy First para publicar el juego en Rusia y en Polonia. Santiago Siri dijo que "Fútbol Deluxe no es PC Fútbol. No es Championship Mánager. Es otra cosa. Si les parece que es PC Fútbol, perdonenmé". En el juego se pueden usar tres directores técnicos: Carlos Virrey, César Luis Flaco y Marcelo Loco.